# سامانيان
سامانيان ((بالطاجيكية: Сомониён)‏ </link>) هي مدينة في طاجيكستان. هي العاصمة الإدارية لمقاطعة روداكي، إحدى مقاطعات التبعية الجمهورية، وتقع 17كم جنوب العاصمة الوطنية دوشانبي وشرق نهر كفرنهون. يبلغ عدد سكان البلدة 25200 نسمة (تقديرات شهر كانون ثاني 2020).

## الأسماء السابقة
أُسست القرية عام 1938 تحت اسم إيميني كاراخون ساردوروفا ((بالروسية: имени Карахон Сардорова)‏ </link>، حرفيا "قرية سميت على اسم كاراخون ساردوروف")، إحياء لذكرى أحد الشخصيات البارزة في النضال من أجل الحكم السوفيتي ضد البسماتشي. في عام 1970، بمناسبة الذكرى المئوية للينين، غير اسمها إلى لينين أو لينينسكي. في عام 1998، غير اسمها إلى سامانيان تكريماً للذكرى 1100 للإمبراطورية السامانية. يشير السكان المحليون أحيانًا إلى القرية بالاسم التاريخي كوتوش أو كوتاش ( الأوزبكية تعني "الحجر الأزرق").